# Guanajay
Guanajay là một thị xã ở tỉnh La Habana phía tây Cuba, cự ly khoảng 36 dặm (58 km) về phía tây nam La Habana. Thị xã nằm trong khu vực đồi. Xung quanh là khu vực trồng mía và thuốc lá.

## Thông tin nhân khẩu
Năm 2004, đô thị Guanajay có dân số 28.429 người. Diện tích là 113 km² (43,6 mi²), với mật độ dân số là 251,6người/km² (651,6người/sq mi).